# Schuyler Falls
Schuyler Falls – miasto w Stanach Zjednoczonych, w stanie Nowy Jork, w hrabstwie Clinton.
Miasto nazwano na cześć Petera Schuylera, który kupił młyn nad rzeką Salmon od Zephaniaha Platta, założyciela miasta Plattsburgh w stanie Nowy Jork.

## Historia
Obszar ten został po raz pierwszy zasiedlony około 1794 roku przez Ezrę Turnera, który osiedlił się w pobliżu rzeki Salmon i zbudował pierwszy tartak w 1801 roku.
Miasto powstało z miasta Plattsburgh w 1848 roku.

## Geografia
Według United States Census Bureau miasto Schuyler Falls ma powierzchnię całkowitą 36,8 mil kwadratowych (95,4 km²), z czego 36,5 mil kwadratowych (94,6 km²) to ląd, a 0,31 mil kwadratowych (0,8 km²), czyli 0,82%, to woda.
Rzeka Saranac wyznacza północną granicę miasta, a miasto Plattsburgh leży na przeciwległym brzegu. Rzeka Salmon przepływa przez południową część miasta, około 1,6 km na północ od granicy miasta Peru. Obie rzeki wpływają na wschód do jeziora Champlain.
Droga stanowa New York State Route 22B to autostrada biegnąca z północy na południe przez miasto, rozpoczynająca się na linii wschód-zachód w wiosce Morrisonville.

## Ludzie związanie z Schuyler Falls
- Calvin Bridges (1889–1938), genetyk, urodził się w Schuyler Falls
- Joseph S. Sterling (1878–1959), biznesmen, przedsiębiorca, właściciel Alaska Silver Fox & Fur Company w Schuyler Falls z oddziałami w Au Sable Chasm i Lake Placid